# Peter Gašperšič
 (juin 2022).
Si vous disposez d'ouvrages ou d'articles de référence ou si vous connaissez des sites web de qualité traitant du thème abordé ici, merci de compléter l'article en donnant les références utiles à sa vérifiabilité et en les liant à la section « Notes et références ».
Peter Gašperšič est un homme politique slovène né le 19 septembre 1965 à Novo mesto (Slovénie). Il est ministre des Infrastructures dans le gouvernement de Miro Cerar.